# Paul "Trouble" Anderson
Paul 'Trouble' Anderson (Londres, 28 de septiembre de 1959 – 2 de diciembre de 2018) fue un DJ británico, que pinchaba música soul, disco, funk y house en su programa de Kiss FM. He worked as a dance music DJ in clubs from 1979 until his death in 2018. También produjo diferentes álbumes de remzclas para otros artistas.
En 1985 fue miembro fundador de Kiss, la primera radio de música de Reino Unido, con Gordon Mac. De 1990 a 1998 presentó el programa de los sábados de 9 a 11 de la noche. Mixmag al que bautizó como "el comienzo oficial de cualquier noche de fiesta en la ciudad de Londres durante la década de 1990". Radio Today dijo que era "un ritual previo a las discotecas para toda una generación de londinenses de los noventa"; Greg Wilson lo llamó "algo así como una institución previa a las discotecas para los londinenses, Paul es, sin duda, uno de los DJs más influyentes de su época."
Desde 2012 hasta su muerte, Anderson tocó en Mi-Soul, la estación de radio de Londres creada por Mac.

## Discografía

### Mix albums
- The Sound Of New York (Eightball, 1994)
- Creative Garage (with Noel Watson) (Club Masters, 1996)
- Trouble On The Dancefloor (X:treme, 1997)
- Trouble's House (R2, 2000)

### Álbumes recopilatorios
- Classic House Mastercuts Volume 2 (Mastercuts, 1994)

### Sencillos
- "Greedy T" (Unquantize, 2017)